# Max Mohr
Max Mohr (né le 17 octobre 1891 à Wurtzbourg, mort le 9 novembre 1937 à Shanghai) est un médecin et écrivain allemand.

## Biographie
Max Mohr est le fils d'un fabricant de malt d'origine juive. Au lycée, il refuse le réglèment et fait plusieurs fuites. Avant de commencer ses études qui finiront par un doctorat de médecine, il fait à l'insu de ses parents un voyage dans les Alpes.
Lors de la Première Guerre mondiale, il participe en tant que médecin et est fait prisonnier par les Anglais en 1917. Après sa libération, il s'installe avec sa famille à Wolfsgrub, une ferme de Rottach-Egern, près du lac Tegern, où il pratique peu la médecine, préférant se consacrer à la littérature.
Il publie son premier roman, Frau Maries Gast, en 1929. Auparavant il s'est fait connaître comme dramaturge avec la pièce Improvisationen im Juni en 1922. Avec cinq romans et douze pièces, Mohr est l'un des auteurs à succès durant la République de Weimar. Dans ses comédies, il mélange des gens communs et excentriques en conflit avec leurs environnements.
Au début du Troisième Reich, il émigre à Shanghai, où il est médecin puis meurt d'une insuffisance cardiaque à l'âge de 46 ans.

## Œuvre
- Dadakratie. Comédie. 1920.
- Improvisationen im Juni. Comédie. Munich 1920.
- Das gelbe Zelt. Comédie. Munich 1922.
- Sirill am Wrack. Comédie. Munich 1923.
- Die Karawane. Comédie. Munich 1924.
- Der Arbeiter Esau. Drame. Munich 1924.
- Ramper. Drame. 1925.
- Platingruben in Tulpin. Comédie. Munich 1927. Première le 16 septembre 1926 à Staatsschauspiel Dresden. Mise en scène de Georg Kiesau, musique d'Arthur Chitz, avec Willi Kleinoschegg [Columbus Meier], Erich Ponto [Christy Meier], Harry Liedtke [Gogolin], Rudolf Schröder [Savitzky], Stella David [Mimi Meller], Martin Hellberg [Stephan Casson], Alfred Meyer [Martin Casson], Lotte Gruner [Sarah Casson], Alice Verden [Anna Zeske], Alexis Posse [Friday], Ida Bardou-Müller [Witwe Dale])
- Caxa. Drame. 1927.
- Venus in den Fischen. Roman. Berlin 1928
- Frau Maries Gast. Roman. Munich 1929.
- Die Heidin. Roman. Munich 1929.
- Welt der Enkel. Drame. 1930.
- Die Freundschaft von Ladiz. Roman. Berlin 1931.
- Die Welt der Enkel oder: Philemon und Baucis in der Valepp. Berlin 1932.
- Frau ohne Reue. Roman. Berlin 1933.
- Das Einhorn. Roman. Bonn 2001.

## Sources, notes et références
- (de) Cet article est partiellement ou en totalité issu de l’article de Wikipédia en allemand intitulé « Max Mohr (Schriftsteller) » (voir la liste des auteurs).